# Жилище в горах Фучунь
«Жилище в горах Фучунь» («Отшельничество в горах Фучунь»; кит. 富春山居圖) — главное и одно из немногих сохранившихся произведений китайского художника Хуана Гунвана (1269—1354). Созданный в 1348—1350 годах, свиток в 1650 году пострадал от огня. Сохранились два фрагмента свитка, один из которых хранится в Музее провинции Чжэцзян в Ханчжоу, второй — в Музее императорского дворца в Тайбэе. Общая длина двух сохранившихся фрагментов — 691,3 см.

## История произведения
Хуан Гунван начал серьёзно заниматься живописью уже в 50-летнем возрасте. В 1347 году он поселился в горах Фучунь к юго-западу от Ханчжоу на северном берегу реки Фучуньцзян, где провёл последние годы своей жизни. Здесь он создал несколько известных пейзажей, включая «Жилище в горах Фучунь».
Работу над акварелью художник начал в 1348 году и работал над ней три года. В 1350 году он подарил её даосскому священнику. Столетие спустя произведение было приобретено художником Империи Мин Шэнь Чжоу (1427—1509). Во время правления императора Чжу Цзяньшэня (1465—1487) Шэнь Чжоу послал акварель неизвестному каллиграфу, чтобы тот создал её описание (это странное обстоятельство, учитывая, что сам Шэнь Чжоу был прекрасным каллиграфом). Сын этого каллиграфа забрал акварель, и после смены нескольких хозяев она была продана на рынке за высокую цену. Не имея возможности заплатить эту сумму, Шэнь Чжоу сделал собственную копию, которая стала наиболее известной репродукцией акварели.
Через некоторое время Шэнь Чжоу отдал копию знакомому чиновнику по имени Фэн Шинью (樊舜举), и тот начал поиски оригинала. Обнаружив оригинал, он выкупил его и отдал Шэнь Чжоу, который в конце свитка написал историю потери и возвращения акварели.